# Big Joe Turner
Pour les articles homonymes, voir Joe Turner et Turner.
Joseph Vernon Turner dit Big Joe Turner (Big pour sa taille de 1,88 m et ses 110 kg) est un chanteur de blues, de jazz et de rhythm and blues américain né à Kansas City, Missouri, le 18 mai 1911 mort à Los Angeles, Californie, le 24 novembre 1985. Il est l'un des précurseurs du rock 'n' roll.

## Biographie
Big Joe Turner commence à chanter le blues dès les années 1920 avant de devenir un des pionniers du rock 'n' roll dans les années 1950. Sa carrière continue jusqu'en 1980.
Turner commence à chanter à l'église. Son père meurt quand il a 4 ans et il commence à chanter dans les rues pour gagner de l'argent. Il quitte l'école à l'âge de 14 ans pour travailler dans les boîtes de Kansas City. Il finit par devenir chanteur, accompagné par le pianiste de boogie-woogie Pete Johnson. En 1936 ils s'établissent à New York, mais, malgré une performance avec Benny Goodman, y connaissent peu de succès et retournent à Kansas City. En 1938, ils participent au fameux concert « From Spirituals to Swing  » au Carnegie Hall à New York et, peu après, enregistrent un succès : Roll 'Em Pete. En 1939, ils commencent à travailler au Café Society, une fameuse boîte new-yorkaise, avec Albert Ammons et Meade Lux Lewis, célèbres interprètes du boogie. Ils y travaillent aussi avec Billie Holiday et l'orchestre de Frank Newton. D'autres disques importants de cette période sont Cherry Red, I Want a Little Girl, Piney Brown Blues et Wee Baby Blues.
Puis leurs goûts commencent à diverger, et Joe enregistre ses premiers disques en solo (Joe Turner's Blues). Il enregistre aussi Wee Baby Blues avec l'orchestre d'Art Tatum. En 1941 Turner s'installe à Los Angeles, où il participe à la revue « Jump for Joy » de Duke Ellington. En 1945, lui et Pete Johnson ouvrent un bar à Los Angeles, The Blue Moon Club. Turner enregistre un grand nombre de disques, non seulement avec Pete Johnson mais aussi avec Freddie Slack, Sammy Price, Wynonie Harris, et d'autres ensembles de jazz.
En 1951 Ahmet et Nesuhi Ertegün le voient dans un concert de Count Basie, et il signe un contrat avec leur compagnie de disque, Atlantic Records. Il enregistre chez Atlantic plusieurs succès, dont Chains of Love, Sweet Sixteen, et peut-être son plus célèbre disque Shake, Rattle and Roll, écrit pour lui par Jesse Stone. Ces titres squattent régulièrement les premières places des charts rhythm & blues. Une reprise de cette chanson par Bill Haley and His Comets vend plus d'exemplaires dans le marché « teenage », pour lequel on change les paroles racées de la version de Turner. Ce dernier acquiert de la popularité parmi les musiciens, et il exerce bien de l'influence sur la musique populaire de ce temps-là.
Pendant les années 1970 il retourne au jazz. Jusqu'à sa mort, il continue à chanter non seulement dans les boîtes, mais aussi aux festivals de jazz et de blues. En 1978, il publie un album avec le jeune pianiste de boogie-woogie Axel Zwingenberger, album pour lequel ils reçoivent le Deutscher Schallplattenpreis. Il est fait membre du Blues Hall of Fame en 1983 et du Rock and Roll Hall of Fame en 1987. Il est mort à 74 ans des suites d'une défaillance rénale.

## Discographie

### Singles
- Roll 'Em, Pete - "Joe Turner & Pete Johnson" (Vocalion, janvier 1939)
- Cherry Red - "Pete Johnson & His Boogie Woogie Boys" (Vocalion, 1939)
- Joe Turner Blues - "Benny Carter & His All-Star Orchestra" (Okeh, 1940)
- Wee Baby Blues - "Art Tatum & His Band" (Decca, février 1941)
- Corrine Corrina - "Art Tatum & His Band" (Decca, juin 1941)
- Rocks in My Bed - "Big Joe Turner with Freddie Slack Trio" (Decca, décembre 1941)
- Chains Of Love - "Joe Turner" (Atlantic, avril 1951)
- Sweet Sixteen - "Joe Turner" (Atlantic, mars 1952)
- Midnight Rockin' - "Joe Turner" (Colony, 1952)
- Honey Hush - "Joe Turner" (Atlantic, août 1953)
- Shake, Rattle and Roll - "Joe Turner" (Atlantic, avril 1954)
- Flip, Flop and Fly - "Joe Turner" (Atlantic, février 1955)
- Nothin' From Nothin'

### Albums
- Super Black Blues avec T-Bone Walker et Otis Spann (BluesTime, 1969)
- Texas Style (Black & Blue, avril 1971)
- The Bosses avec Count Basie (Pablo Records, 1974)
- Let's Boogie Woogie All Night Long - "Joe Turner & Axel Zwingenberger" (Vagabond Records, 1982)
- Big Joe Turner Vol. 1 & 2 (Masters of Jazz)
- Tell Me Pretty Baby (Arhoolie)
- Big Joe Turner, 1941-46 (Classics) rééditent sa première œuvre
- Greatest Hits (sequel)
- Big Joe Rides Again (sequel), qui regroupent une grande partie de ses titres Atlantic dont nombre de ses succès de rock 'n' roll
- Jazz sur la Croisette (compilation avec Big Joe Turner lors du festival de Jazz en 1958) - (INA Mémoire vive / Abeille Musique)